# Beslan
Detta är en artikel om staden Beslan, för gisslandramat i staden, se gisslandramat i Beslan

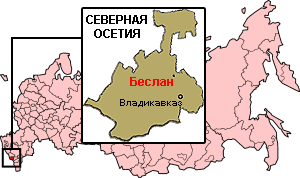
Stadens läge i Ryssland.

Beslan (ryska: Беслан) är en stad i Nordossetien i Ryssland. Invånarantalet var 37 063 i början av 2015; detta gör den till den tredje största staden i delrepubliken, efter Vladikavkaz och Mozdok.

## Gisslandramat i Beslan
Den 1 september 2004 tog beväpnade män och kvinnor, tjetjenska rebeller, över Beslans främsta skola. Gisslandramat fick ett blodigt slut den 3 september med skottlossning mellan rebellerna och ryska säkerhetsstyrkor.